# Bandito -義賊 サルヴァトーレ・ジュリアーノ-
『Bandito（バンディート） -義賊 サルヴァトーレ・ジュリアーノ-』は、大野拓史脚本・演出による宝塚歌劇団の芝居の演目。珠城りょう主演で月組で2015年上演。
1943年から1950年までの7年間にわたりイタリア・シチリア島の山賊（バンディート）として生きた男サルヴァトーレ・ジュリアーノの人生を描いたドラマティックなミュージカル。

## 公演日程
- 宝塚バウホール公演
2015年1月30日 - 2月07日
- 東京特別（日本青年館）公演
2015年2月19日 - 2月24日

## 登場人物
- サルヴァトーレ・ジュリアーノ（義賊と謳われたシチリアの山賊） - 珠城りょう
- アマーリア・ディ・ヴァッレルンガ（シチリア貴族の娘） - 早乙女わかば
- ヴィトー・ルーミア（シチリア逃亡中のアメリカマフィア） - 宇月颯

- ジュゼッペ・トマージ・ディ・ランペドゥーザ - 一樹千尋
- ジュゼッペ・ディ・ベッラ - 飛鳥裕
- アントニオ・ディ・マッジオ	 - 光月るう
- マウリッチャ（踊り子） / マリア・テクラ・シリアスク - 白雪さち花
- ジェンコ・ルッソ - 貴千碧
- バッタリア（支配人） - 有瀬そう
- マッダレーナ（ヴァッレルンガ侯夫人） - 咲希あかね
- マイケル・スターン - 千海華蘭
- アントニオ・テラノヴァ - 貴澄隼人
- マリアンナ・ジュリアーノ - 真愛涼歌
- フラ・ディアボロ - 星輝つばさ
- レンネル・オブ・ロード - 星那由貴
- ジーノ・アニェッロ - 美泉儷
- ガスパレ・ピショッタ - 朝美絢
- サルヴァトーレ・ロンバルド - 輝月ゆうま
- ジョコンダ - 楓ゆき
- ジュゼッペ・マンチーノ - 夢奈瑠音
- マウリッチャ・ボーノ - 叶羽時
- フランク・マンニーノ - 蓮つかさ

## あらすじ
第二次世界大戦直後、連合国軍の占領下にあるシチリア島。配給制度を悪用して闇市を開くマフィアに、犯人に仕立てられた青年ジュリアーノは、取り締まる憲兵を撃ち、追われる身となってしまう。生きるため、故郷の山岳地帯に落ち延びたジュリアーノは、やがて群盗のリーダーに祭り上げられ、頭角を現してゆく。ある日、ジュリアーノは、ある侯爵夫人から強奪した宝石類を取り戻したい旨、マフィアからの仲介を受ける。だが、その交渉の席に現れたのは夫人ではなく、宝石類の中にある指輪の、本当の持ち主だという一人の女性だった。そして、その出会いが、ジュリアーノを数奇な運命へ導いてゆくことになる。